# Право на протест
Право на протест је људско право које произилази из бројних признатих људских права. Иако ниједан инструмент о људским правима или национални устав не дају апсолутно право на протест, такво право протеста може бити манифестација права на слободу окупљања, права на слободу удруживања и права на слободу говора. Поред тога, протести и ограничења протеста трају онолико дуго колико трају и владе. 
Многи међународни закони садрже јасне артикулације права на протест. Такви споразуми укључују Европску конвенцију о људским правима из 1950. године, посебно чланови 9 до 11; као и Међународни пактом о грађанским и политичким правима из 1966. године, посебно чланови 18 до 22. Тачке 9 укључују "право на слободу мисли, савести и вероисповести".
Међутим, у овим и другим споразумима права слободе окупљања, слободе удруживања и слободе говора подлежу одређеним ограничењима. На пример, Међународни пакт о грађанским и политичким правима садржи забране „ратне пропаганде“ и заговарања „националне, расне или верске мржње“; и дозвољава ограничење слободе окупљања ако је неопходно „у демократском друштву у интересу националне безбедности или јавне безбедности, јавног реда, заштите јавног здравља или морала или заштите права и слобода других. "
Међутим, протести нису нужно насилни или претња интересима националне безбедности или јавне безбедности. Такође није нужно грађанска непослушност, јер већина протеста не укључује кршење закона државе. Такође, пошто је израз универзалног права, избор за законит протест није кршење државних закона. Протести, чак и кампање ненасилног отпора или грађанског отпора, често могу имати карактер (поред коришћења ненасилних метода) позитивног подржавања демократског и уставног поретка. То се може догодити, на пример, када такав отпор настане као одговор на војни државни удар; или у помало сличном случају одбијања државног руководства да преда функцију након пораза на изборима.